# Repubblicanesimo nel Regno Unito

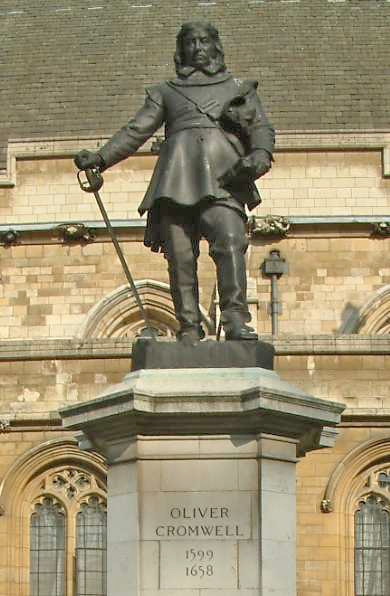
Statua di Oliver Cromwell all'ingresso del Palazzo di Westminster, è considerato il padre della Repubblica inglese

Il repubblicanesimo nel Regno Unito è un movimento che si batte per abolire la monarchia britannica e sostituirla con una repubblica retta da un Capo di Stato non ereditario. Il metodo con cui si dovrebbe eleggere il Capo di Stato non è unanime, ma una parte sostiene il modello parlamentare come quello della Repubblica d'Irlanda.
L'unico regime repubblicano (de facto una dittatura militare) in Gran Bretagna fu il breve Commonwealth d'Inghilterra, guidato come Lord Protettore da Oliver Cromwell, che fu costituito dopo la vittoria dei sostenitori del Parlamento nella guerra civile inglese e la decapitazione del re Carlo I Stuart nel 1649 e durato sino al 1660, quando in seguito al breve governo del figlio Richard Cromwell, fu restaurata la monarchia con Carlo II. 
La principale organizzazione del Regno Unito che attualmente sostiene l'abolizione della monarchia è Republic, ma il sostegno alla monarchia rimane comunque alto.

## Contesto

La bandiera del Commonwealth d'Inghilterra, la Repubblica inglese del periodo 1649-1660

In Gran Bretagna il pensiero repubblicano tende a promuovere l'abolizione della monarchia britannica più che una dissoluzione dell'Unione britannica o l'indipendenza dei paesi che la costituiscono.
In Irlanda del Nord il termine "repubblicano" indica il repubblicanesimo irlandese. I repubblicani irlandesi, oltre ad essere contrari alla forma di governo monarchica, sono soprattutto oppositori della presenza, sotto qualsiasi forma, dello Stato britannico in Irlanda, sostenendo la creazione di un'Europa unita che comprenda anche tutta l'isola d'Irlanda. Tuttavia, esistono anche unionisti irlandesi che appoggiano una repubblica britannica.
Vi sono repubblicani nel Partito Nazionale Scozzese e nel Plaid Cymru gallese che sostengono l'indipendenza e la Repubblica. La politica ufficiale degli indipendentisti scozzesi è riconoscere il monarca britannico quale Capo di Stato della Scozia, a meno che gli scozzesi non decidano diversamente, il che vale anche per gli indipendentisti gallesi. Invece, il Partito Socialista Scozzese sostiene l'elevazione della Scozia a repubblica indipendente. Un partito britannico quasi apertamente repubblicano è il Partito Verde e sono presenti non pochi repubblicani anche nel Partito Laburista.

### Contesto giuridico
Secondo la lettera del diritto britannico, promuovere la sostituzione della monarchia con una repubblica è un reato punibile con la reclusione. Il Treason Felony Act 1848 proibisce la propaganda repubblicana a mezzo stampa, anche se l'obiettivo proposto è perseguito con mezzi pacifici; la pena subita, inizialmente, era la deportazione in Australia, commutata successivamente in ergastolo. Tali disposizioni non sono state abrogate. Tuttavia, in conformità con lo Human Rights Act 1998, i Law Lords hanno confermato nel 2003 che, sebbene il Treason Felony Act faccia ancora parte dei testi legali, deve essere interpretato in modo coerente con lo Human Rights Act e, quindi, non può essere più interpretato essere contrario alla pacifica e democratica attività repubblicana.
Il sistema istituzionale monarchico rappresentato dalla Camera dei Lord è stato messo in discussione nel dicembre 2022, quando il leader laburista Keir Starmer e l'ex primo ministro Gordon Brown hanno presentato un radicale piano di riforme che, in caso di vittoria elettorale laburista, prevede la soppressione della Camera alta composta soprattutto dai Pari del Regno Unito e la sua sostituzione con un'assemblea democraticamente eletta per rappresentare le regioni del paese, introducendo quindi come conseguenza anche il regionalismo sul modello di altri paesi del continente europeo, oltre a rinegoziare i poteri e le autonomie delle nazioni costitutive.

## Bandiera repubblicana

Bandiera repubblicana britannica, originaria del 1816, in uso almeno fino al 1935.

Tricolore Repubblicano proposto da Hugh Williams e descritto da LJ "Spartacus" Linton nella sua poesia "Our Tricolour" del 1851.

Dall'inizio della rivoluzione francese fino all'inizio del XIX secolo, il rivoluzionario tricolore blu-bianco-rosso della bandiera francese fu utilizzato in Inghilterra, Galles e Irlanda, a dispetto della Corona. Durante i disordini di Spa Fields del 1816, apparve per la prima volta una bandiera orizzontale "verde, bianca e rossa", somigliante alla prima bandiera italiana. Essa fu presto seguita da una versione orizzontale rossa, bianca e verde (identica quindi alla bandiera ungherese), presumibilmente utilizzata durante la ribellione di Pentrich del 1817 ed il massacro di Peterloo del 1819. Quest'ultima sarebbe diventata nota come bandiera repubblicana britannica. Potrebbe essere stata ispirata dal rivoluzionario tricolore francese, ma questo non è chiaro. Tuttavia, era spesso accompagnata da slogan composti da tre parole come "Fraternità - Libertà - Umanità" (un chiaro riferimento a Liberté, Égalité, Fraternité) e adottati dal movimento cartista negli anni trenta dell'Ottocento.

## Sondaggi e consensi della monarchia
Secondo un sondaggio di YouGov, la monarchia britannica gode ancora di una popolarità molto alta nella popolazione, col 58% dei sostegni, anche per via della precedente monarca Elisabetta II, mentre il 26% sostiene la sua abolizione con un capo di Stato eletto, una percentuale alzatasi all'inizio del regno di Carlo III, infine il 16% non sa rispondere. In particolare, secondo YouGov, la monarchia ha perso consensi tra le fasce più giovani di popolazione: mentre il 78% delle persone sopra i 65 anni sostiene la monarchia, solo il 32% dei giovani tra i 18 e i 24 anni fa altrettanto e, sempre tra questi, il 38% preferirebbe una repubblica e un 30% non ha una posizione in merito. Il 48% della fascia tra i 25 e i 49 anni sostiene la monarchia e il 31% no; il 67% della fascia tra i 50 e i 64 anni sostiene anch'esso la Corona e solo un 22% di questi preferirebbe un sistema repubblicano. 
Secondo altri sondaggi, i membri della famiglia reale godono generalmente di un buon sostegno da parte dell'opinione pubblica nazionale: l'erede al trono William ha il 74% di opinioni positive, seguito dalla principessa Anna (73%) e dalla consorte Catherine Middleton (72%), il re Carlo III ha il 60% dei consensi, seguito dal principe Edoardo (54%) e dalla consorte Camilla (47%). I Reali che sono considerati più negativamente sono Harry (63%), la moglie Meghan Markle (68%) e il principe Andrea (88%). 
Un evidente calo di consensi della monarchia e della famiglia reale britannica, però, si può spiegare con varie ragioni che prescindono dall’apprezzamento più o meno trasversale nei suoi confronti, o dalle controversie che l’hanno riguardata. È una crisi iniziata alla fine del XX secolo e coincisa con la separazione tra Carlo III, allora principe di Galles e diretto discendente al trono, e Lady Diana, sua prima moglie. Diana era un personaggio estremamente popolare e amato, che espresse più volte insofferenza nei confronti dei formalismi e delle restrizioni che la monarchia imponeva. All’inizio fu vista come una potenziale modernizzatrice della famiglia reale, mentre con il passare degli anni fu percepita come vittima della stessa e delle sue insensatezze. Alcune storture che si erano viste durante la vicenda di Diana, per esempio il morboso rapporto tra la stampa scandalistica e la Corona, si ripresentarono quando il principe Harry, secondogenito di Diana e Carlo, sposò l’attrice americana Meghan Markle. Anche lei fu oggetto di attenzioni intrusive da parte dei media e anche su di lei vennero fatte circolare notizie offensive, spesso infondate o esagerate. A questo giro poi c’erano state anche accuse di razzismo per via di alcuni commenti di un membro dei Reali sul colore della pelle del loro primogenito, Archie. Un altro fattore negli ultimi anni ha causato imbarazzi e danni alla reputazione della monarchia: le imputazioni al principe Andrea, fratello minore di Carlo III. Andrea da anni è al centro di polemiche per le sue frequentazioni con dittatori e affaristi spregiudicati. Andrea frequentava spesso anche il finanziere americano Jeffrey Epstein, che si uccise mentre era in carcere per aver gestito un giro di prostituzione minorile. Andrea fu accusato due volte di violenza sessuale e poi raggiunse un accordo extragiudiziale con la donna che lo aveva accusato e la causa venne archiviata, ma la famiglia reale ha deciso comunque di togliergli i titoli militari e il titolo di Altezza Reale. Il giornalista Martin Kettle sul Guardian ha parlato del futuro del Regno Unito senza Elisabetta II come una specie di "tabù collettivo": 
A poche settimane dall'incoronazione di re Carlo III, sempre il Guardian ha pubblicato un'inchiesta chiamata "The Cost of the Crown" che ha analizzato le ricchezze e i guadagni dei Windsor, scoprendo che Elisabetta II e Carlo III hanno incassato oltre 1,2 miliardi di sterline da due proprietà ereditarie, i ducati di Lancaster e Cornovaglia, su cui non hanno mai pagato le tasse. Il reddito dai ducati è cresciuto di sedici volte durante il regno di Elisabetta, e i due ducati operano sostanzialmente come imperi immobiliari, gestendo professionalmente sterminati terreni agricoli, ma anche hotel, castelli medievali, uffici, negozi e alcuni dei migliori immobili di lusso a Londra. Le fonti di reddito sono state fino a tempi recenti accuratamente riservate e occultate all'opinione pubblica. Questo enorme flusso di denaro si aggiunge ai milioni di sterline che il re e la famiglia ricevono annualmente come finanziamento pubblico in cambio dei loro impegni ufficiali. Il monarca riceve infatti circa 86 milioni di sterline all'anno dalle casse dello Stato, potendo rivendicare ulteriori 250 milioni di sterline, sempre denaro dei contribuenti, perché così decise David Cameron nel 2011 quando era primo ministro.

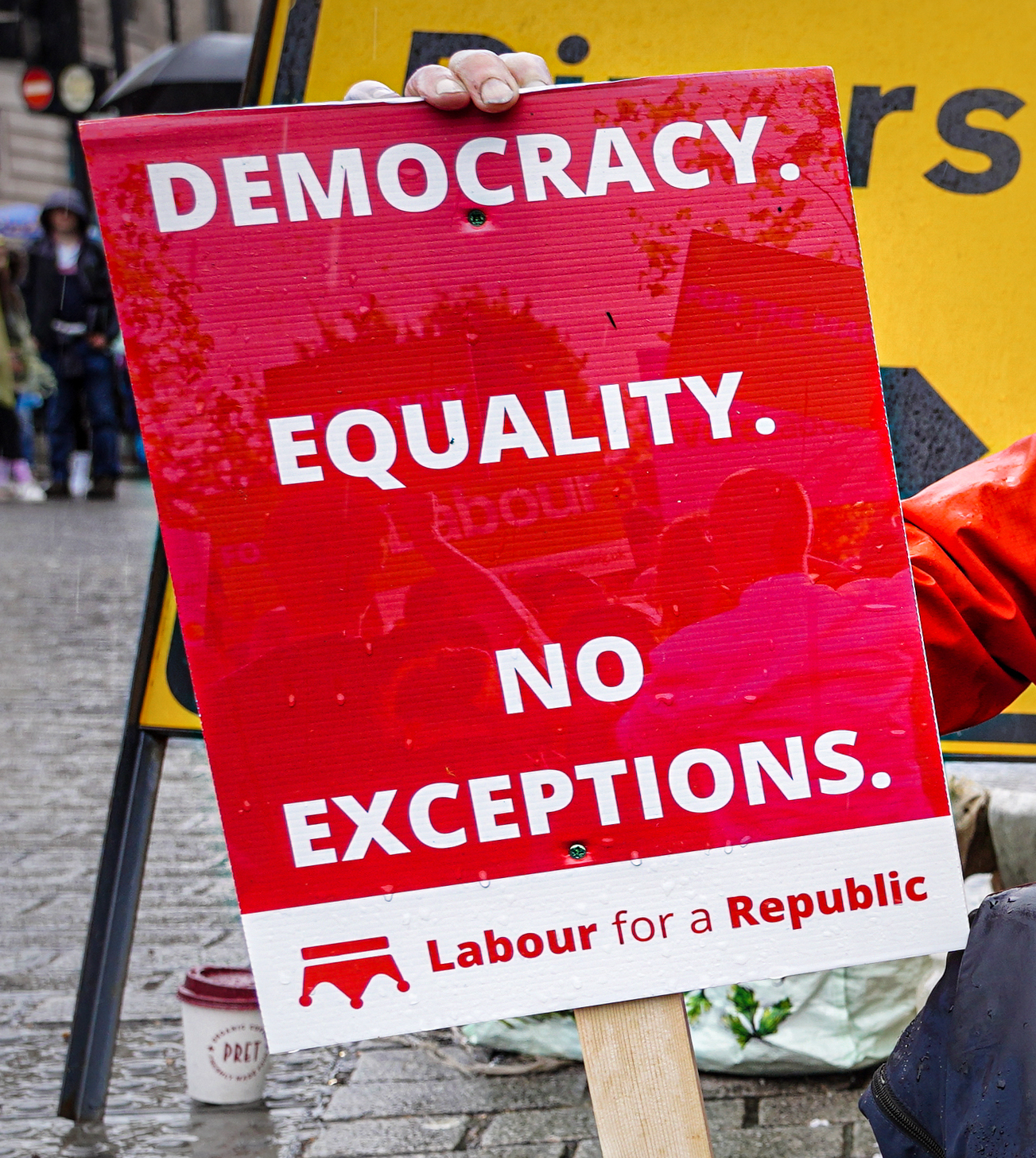
Un cartello repubblicano durante l'incoronazione di Carlo III e Camilla a Londra il 6 maggio 2023

Il gruppo Republic e altri attivisti anti-monarchici hanno organizzato per il 6 maggio 2023, data dell'incoronazione di re Carlo III all'Abbazia di Westminster, una manifestazione di protesta contro la monarchia. La polizia metropolitana ha arrestato almeno 750 persone e fermato diversi manifestanti durante la cerimonia nel centro della capitale, ciò ha provocato diverse critiche da Human Rights Watch e altre organizzazioni democratiche sulla repressione della libertà di pensiero da parte del governo di Rishi Sunak.

## Importanti sostenitori britannici della Repubblica
- Yasmin Alibhai-Brown, giornalista del quotidiano The Independent
- Martin Amis, scrittore[11]
- Julian Baggini, filosofo e scrittore
- Norman Baker, MP (liberal-democratico)[12]
- Jonathan Bartley, teologo
- Steve Bell, fumettista
- Tony Benn, ex politico (laburista)[13]
- John Biggs, politico (laburista)
- Honor Blackman, attrice[13]
- Danny Boyle, regista[14]
- Cherie Blair, avvocato, moglie dell'ex premier Tony Blair[15]
- Jo Brand, comico
- Russell Brand, comico
- Piers Brendon, scrittore
- Pete Broadbent, vescovo anglicano di Willesden[16]
- Heather Brooke, giornalista e scrittrice
- Russell Brown, politico (laburista)
- Julie Burchill, scrittrice e giornalista
- Beatrix Campbell, giornalista e autore
- Ronnie Campbell, politico (laburista)[17]
- Jon Canter, sceneggiatore
- Louise Christian, avvocato per i diritti umani
- Nick Cohen, giornalista del quotidiano The Observer[18]
- John Cole, vecchio cronista della BBC[19]
- Stan Collymore, ex calciatore
- Jeremy Corbyn, politico (laburista)
- David Crausby, politico (laburista)
- Roseanna Cunningham, membro del Parlamento scozzese (Partito Nazionale Scozzese)
- Ian Davidson, politico (laburista)[20]
- Richard Dawkins, biologo e scrittore[21][22]
- Edzard Ernst, accademico
- Bill Etherington, ex politico (laburista)[23]
- Linda Fabiani, politico scozzese (Partito Nazionale Scozzese)
- Simon Fanshawe, scrittore e broadcaster
- Colin Firth, attore[24]
- Paul Flynn, politico (laburista)
- George Foulkes, pari, ex politico (laburista)
- Jonathan Freedland, giornalista
- Rob Gibson, politico (Partito Nazionale Scozzese)
- Roger Godsiff, politico (laburista)
- Christine Grahame, politica (Partito Nazionale Scozzese)
- Alasdair Gray, autore scozzese[25]
- Paul Greengrass, sceneggiatore e regista
- Roy Greenslade, giornalista e accademico
- Mark 'Barney' Greenway, musicista
- Philippa Gregory, saggista
- John Griffiths, membro dell'Assemblea nazionale per il Galles (laburista)
- Mark Haddon, romanziere
- Johann Hari, ex giornalista del quotidiano The Independent[26]
- Stephen Haseler, professore e autore
- Roy Hattersley, membro della Camera dei lord (laburista)[13]
- Paul Heaton, cantante[27]
- Christopher Hitchens, autore e giornalista
- Anthony Holden, critico, conduttore televisivo e scrittore
- Ted Honderich, filosofo
- Kelvin Hopkins, politico (laburista)
- Mick Hume, giornalista[28]
- Julian Huppert, politico (liberal-democratico)
- Brian Iddon, politico (laburista)
- Robin Ince, scrittore e comico
- Glenda Jackson, attrice e politica (laburista)
- Mervyn Jones, scrittore[29]
- Patrick Jones, poeta e regista
- Mark Kermode, critico cinematografico e giornalista[30]
- Philippe Legrain, economista e scrittore
- Mike Leigh, scrittore e regista
- Ken Loach, regista
- Tim Lott, scrittore